# 日比野倫夫
日比野 倫夫（ひびの みちお、1939年 - 2012年） は、日本の電子工学者。名古屋大学名誉教授。元日本電子顕微鏡学会会長。

## 人物・経歴
1962年に名古屋大学工学部電子工学科を第1期生として卒業後、名古屋大学大学院工学研究科修士課程、名古屋大学大学院工学研究科博士課程を経て、1967年名古屋大学工学部電子工学科助手。1968年コーネル大学客員研究員。1973年名古屋大学工学部電子工学科講師。1976年名古屋大学工学部附属電子光学実験施設助教授。1985年名古屋大学工学部電子工学科粒子線工学講座教授。1986年日本電子顕微鏡学会瀬藤賞受賞。1991年名古屋大学工学部附属電子光学実験施設長。1995年名古屋大学理工科学総合センター教授。1998年日本電子顕微鏡学会会長。2003年度日本顕微鏡学会最優秀論文賞受賞。2001年愛知工業大学工学部電子工学科教授。2012年膵臓がんのため死去。

## 著書
- 『電気回路B』オーム社 1997年